# Derivación de Blalock-Taussig
El shunt de Blalock-Thomas-Taussig (también llamado shunt de Blalock-Taussig) es un procedimiento quirúrgico con el fin de paliar la cianosis producida por algún defecto cardíaco en el recién nacido. En la cirugía moderna, este procedimiento es usado temporalmente para aumentar el flujo sanguíneo hacia los pulmones, disminuyendo la cianosis mientras el infante espera por una cirugía correctiva definitiva. Una rama de la arteria subclavia o de la arteria carotídea es separada y conectada directamente a la arteria pulmonar. De esta forma, los pulmones reciben una mayor cantidad de sangre oxigenada. La primera patología donde se realizó este tipo de cirugía fue la tetralogía de Fallot.